# Gare de Roquesérière - Buzet
Pour les articles homonymes, voir Gare de Buzet-sur-Tarn.
La gare de Roquesérière - Buzet est une gare ferroviaire française de la ligne de Brive-la-Gaillarde à Toulouse-Matabiau via Capdenac située sur le territoire de la commune de Buzet-sur-Tarn, dans le département de la Haute-Garonne, en région Occitanie. Elle est située à environ 2,5 km du centre de Roquesérière et 4 km de celui de Buzet-sur-Tarn.
Elle est mise en service en 1864 par la Compagnie du chemin de fer de Paris à Orléans (PO).
C'est une halte voyageurs de la Société nationale des chemins de fer français (SNCF) du réseau TER Occitanie, desservie par des trains express régionaux.

## Situation ferroviaire
Établie à 129 mètres d'altitude, la gare de Roquesérière - Buzet est située au point kilométrique (PK) 371,669 de la ligne de Brive-la-Gaillarde à Toulouse-Matabiau via Capdenac, entre les gares de Saint-Sulpice (Tarn) et de Montastruc-la-Conseillère.

## Histoire
La station de Roquesérière est mise en service le 24 octobre 1864 par la Compagnie du chemin de fer de Paris à Orléans (PO), lorsqu'elle ouvre à l'exploitation la ligne de  Toulouse à Lexos,.
Entre 2011 et 2013 est créé une double voies entre Toulouse et Saint-Sulpice-la-Pointe.
Le bâtiment de la gare, qui était en mauvais état à la suite d'un incendie, a été démoli en février 2019.

### Fréquentation
En 2014, c'est une gare voyageurs d'intérêt local (catégorie C : moins de 100 000 voyageurs par an de 2010 à 2011), qui dispose de deux quais et un abri.
En 2014, selon les estimations de la SNCF, la fréquentation annuelle de la gare était de 2 791 voyageurs. Elle est de 3 204 voyageurs en 2017.

## Service des voyageurs

### Accueil
Halte SNCF, c'est un point d'arrêt non géré (PANG) à accès libre.

### Desserte
Roquesérière - Buzet est desservie par un unique aller-retour quotidien d'un train TER Occitanie effectuant la relation entre Toulouse-Matabiau et Carmaux,. Il permet ainsi de passer la journée à Toulouse. Le train aller ne circule cependant pas les samedis, dimanches et fêtes,.

#### À proximité
Golf de Palmola

### Intermodalité
Le stationnement des véhicules est difficile à proximité.